# 第二多項式
数学において多項式列 {qn(x)} が、測度 ρ に関して直交する多項式列 {pn(x)} に付随するとは、それが
{\displaystyle q_{n}(x)=\int _{\mathbb {R} }{\frac {p_{n}(t)-p_{n}(x)}{t-x}}{\mathit {d\rho }}(t)}
で定義されることをいう。 {pn(x)} に付随する secondary polynomials（副次多項式列）、{pn(x)} に対する第二種の直交多項式列 (orthogonal polynomials of the second kind)とも言う。
ρ に関する各次数のモーメントが有限であるとき、このように与えられる各函数 qn(x) が実際に多項式となることは、単項式 xk (k = 1, 2, …) に対して tk − xk が t − x で割り切れることをみればよい。特に n-次多項式 pn に対して qn は n − 1 次である。